# Forța Pericol
Forța Pericol (în engleză Danger Force) este un sitcom pentru adolescenți american creat de Christopher J. Nowak care a avut premiera pe Nickelodeon pe 28 martie 2020. Seriul este un spin-off al Henry Pericol și include vedete care se întorc, ca Cooper Barnes și Michael D. Cohen. Alături de ei sunt și Havan Flores, Terrence Little Gardenhigh, Dana Heath și Luca Luhan.

## Premisă
Căpitanul Man și Schwoz îi recrutează pe Chapa, Miles, Mika și Bose, patru noi supereroi în pregătire, pentru a participa la Swellview Academy pentru cei înzestrați.

## Episoade
| N/o          | Titlu român               | Titlu englez                      | Premiera în România | Premiera originală |  |
| ------------ | ------------------------- | --------------------------------- | ------------------- | ------------------ |  |
|              |                           |                                   |                     |                    |  |
| PRIMUL SEZON |                           |                                   |                     |                    |  |
|              |                           |                                   |                     |                    |  |
| 01           | Forța Pericol se trezește | The Danger Force Awakens          | 2020                | 28.03.2020         |  |
| 02           | Spune-mi numele           | Say My Name                       | 2020                | 04.04.2020         |  |
| 03           | Ray o ia razna            | Ray Goes Crazy/Captain Mayonnaise | 2020                | 11.04.2020         |  |
| 04           | Noaptea infractorilor     | Villains' Night                   | 2020                | 18.04.2020         |  |
| 05           | Jocuri cu mimi            | Mime Games                        | 2020                | 25.04.2020         |  |
| 06           |                           | Quaran-kini                       |                     | 09.05.2020         |  |
| 07           |                           | Chapa's Crush                     |                     | 01.08.2020         |  |
| 08           |                           | Return of the Kid                 |                     | 07.11.2020         |  |
| 09           |                           | Mika in the Middle                |                     | 14.11.2020         |  |
| 10           |                           | The Thousand Pranks War: Part I   |                     | 21.11.2020         |  |
| 11           |                           | The Thousand Pranks War: Part II  |                     | 28.11.2020         |  |
| 12           |                           | Down Goes Santa: Part I           |                     | 12.12.2020         |  |
| 13           |                           | Down Goes Santa: Part II          |                     | 18.12.2020         |  |
| 14           |                           | Vidja Games                       |                     | 23.01.2020         |  |
| 15           |                           | Test Friends                      |                     | 30.01.2020         |  |
| 16           |                           | Lil' Dynomite                     |                     | 06.04.2021         |  |
| 17           |                           | Monsty                            |                     | 20.04.2021         |  |
| 18           |                           | Twin It to Win It                 |                     | 27.04.2021         |  |
| 19           |                           | Radioactive Cat                   |                     | 06.04.2021         |  |
| 20           |                           | Miles Has Visions                 |                     | 13.04.2021         |  |
| 21           |                           | Captain Man Strikes Out           |                     | 12.06.2021         |  |
| 22           |                           | Manlee Men                        |                     | 19.06.2021         |  |
| 23           |                           | SW.A.G Is Haunted                 |                     | 26.06.2021         |  |
| 24           |                           | Family Lies                       |                     | 03.07.2021         |  |
| 25           |                           | Earth to Bose                     |                     | 10.07.2021         |  |
| 26           |                           | Drive Hard                        |                     | 17.07.2021         |  |